# Uromyces cucullatus
Uromyces cucullatus ist eine Ständerpilzart aus der Ordnung der Rostpilze (Pucciniales). Der Pilz ist ein Endoparasit der Korbblütlergattungen Zexmenia, Perymenium, Wedelia und Baltimora. Symptome des Befalls durch die Art sind Rostflecken und Pusteln auf den Blattoberflächen der Wirtspflanzen. Sie ist in Mittelamerika verbreitet.

## Merkmale

### Makroskopische Merkmale
Uromyces cucullatus ist mit bloßem Auge nur anhand der auf der Oberfläche des Wirtes hervortretenden Sporenlager zu erkennen. Sie wachsen in Nestern, die als gelbliche bis braune Flecken und Pusteln auf den Blattoberflächen erscheinen.

### Mikroskopische Merkmale
Das Myzel von Uromyces cucullatus wächst wie bei allen Uromyces-Arten interzellulär und bildet Saugfäden, die in das Speichergewebe des Wirtes wachsen. Ihre Spermogonien wachsen oberseitig auf der Oberfläche der Wirtsblätter. Die blattunterseitig wachsenden Aecien der Art sind weißlich und zylindrisch. Ihre hyalinen Aeciosporen sind 22–26 × 19–24 µm groß, kugelig bis breitellipsoid und warzig. Die beid- oder überwiegend blattunterseitig wachsenden Uredien des Pilzes sind hell zimtbraun. Die zimtbraunen Uredosporen der Art sind 18–21 × 18–22 µm groß, dreieckig eiförmig bis kugelig und stachelwarzig. Die beid- oder überwiegend blattunterseitig wachsenden Telien der Art sind schwarzbraun, pulverig und unbedeckt. Die goldenen bis tief kastanienbraunen Teliosporen sind einzellig, in der Regel kugelig bis fast kugelig, warzig und meist 28–33 × 24–28 µm groß. Ihre Stiele sind meist farblos und bis zu 120 µm lang.

## Verbreitung
Das bekannte Verbreitungsgebiet von Uromyces cucullatus reicht von Zentralmexiko bis nach Panama.

## Ökologie
Die Wirtspflanzen von Uromyces cucullatus sind Baltimora recta, Wedelia acapulcensis sowie verschiedene Zexmenia- und Perymenium-Arten. Der Pilz ernährt sich von den im Speichergewebe der Pflanzen vorhandenen Nährstoffen, seine Sporenlager brechen später durch die Blattoberfläche und setzen Sporen frei. Die Art durchläuft einen makrozyklischen Entwicklungszyklus mit Spermogonien, Aecien, Telien und Uredien. Als autoöker Parasit macht sie keinen Wirtswechsel durch.